# Phyllis Somerville
Phyllis Jeanne Somerville (ur. 12 grudnia 1943 w Iowa City, zm. 16 lipca 2020 w Nowym Jorku) – amerykańska aktorka.

## Filmografia
- Artur (Arthur, 1981) jako Saleslady
- Cudotwórca (Leap of Faith, 1992) jako Dolores
- Trouble on the Corner (1997) jako szalona kobieta
- Córka mafii (Montana, 1998) jako kelnerka
- Above Freezing (1998) jako Vivian
- Goście z zaświatów (Curtain Call, 1999) jako Gladys
- Revolution #9 (2001) jako sędzia Hathaway
- The Sleepy Time Gal (2001)
- Anatomy of a Breakup (2002) jako instruktor
- Wielbicielka (Swimfan, 2002) jako Gretchen
- Messengers (2004) jako pani z wykrywaczem metalu
- Małe dzieci (Little Children, 2006) jako May McGorvey
- Kidnapped (2006) jako Annie
- Capers (2007) jako Connie
- Lucky You – Pokerowy blef (Lucky You, 2007) jako właścicielka lombardu
- Restless  (2008) jako Sheila
- Ciekawy przypadek Benjamina Buttona (2008) jako babcia Fuller
- Stoker (2013) jako pani McGarrick